# Ostromir
Ostromir in russo Остромир? (... – 1057) fu voivoda e posadnik di Novgorod negli anni tra 1054 e il 1057 e probabilmente anche per alcuni decenni anteriori.

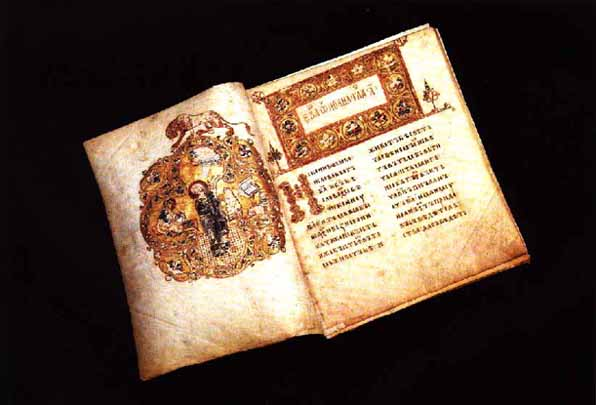
Codice di Ostromir

Il suo nome è conosciuto grazie ad un'antica opera, forse la prima redatta in lingua slava, i Vangeli di Ostromir (o Codice di Ostromir), che egli stesso commissionò al monaco Gregorio. I resoconti storici riferiscono che Ostromir fu il padre di Vyšata e il nonno di Jan Vyšatič. I Vangeli di Ostromir indicano sua moglie in Theophano, secondo lo storico Andrzej Poppe figlia di Anna Porfirogenita e Vladimir I di Kiev. Una leggenda popolare lo indica come figlio di Konstantin Dobrynič.